# フランツ (ブラウンシュヴァイク＝リューネブルク公)

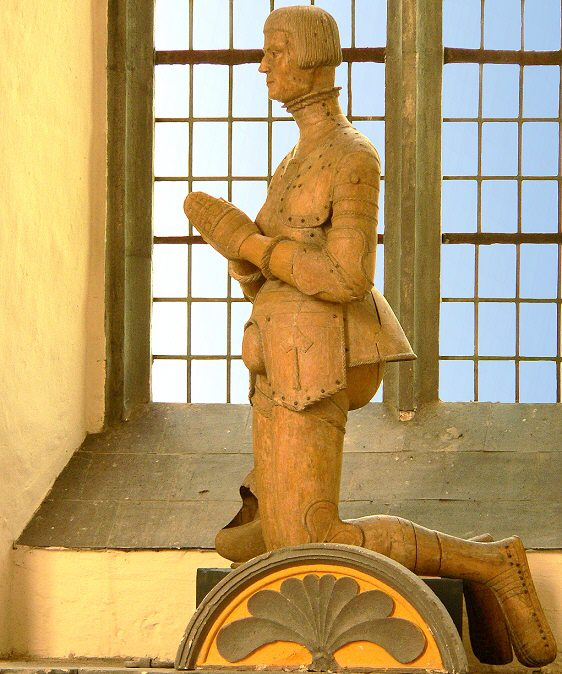
等身大の祈る姿のフランツの像（ギフホルン城礼拝堂）

フランツ（Franz, 1508年11月23日 - 1549年11月23日）は、ブラウンシュヴァイク＝リューネブルク公ハインリヒ1世の末息子。1536年より3年間兄のエルンスト1世とともにリューネブルク侯領を統治した後、1539年にギフホルン城を拠点とするギフホルン公領を創設し、亡くなる1549年まで統治した。

## 生涯

### 若年期
父ハインリヒ1世はフランツをヒルデスハイム司教とする予定であったが、政治的理由によりそれは不可能となった。
父（皇帝選挙で劣勢であったフランス王フランソワ1世に期待していた）が1521年にパリに逃亡した後、2人の兄オットーとエルンスト1世が当初、ツェレの町からの大きな負債を抱えたリューネブルク侯領を統治した。
兄らは未成年の弟フランツに地位にふさわしい教育を施し、16歳でフランツをヴィッテンベルク大学に送った。1526年に成年に達したとき、フランツはザクセン選帝侯の宮廷に10年間滞在した。
フランツは、祝祭、狩猟、旅行など、宮廷において荘厳で豪華な生活を送った。フランツが兄エルンストの勧めでツェレに戻ったのは1536年のことであった（ルター派の教義を支持するためであった）。

### ギフホルン公領の創設
フランツは戻っても、自身に期待されている政治的責任に関心を示さなかった。さらに、ツェレの小さな居城での比較的地味な生活は満足のいくものではなかった。その埋め合わせとして、フランツは自身の公領を要求し、侯領の分割を推し進めた。
フランツは侯領の東半分を要求したが、これは侯領の完全な債務超過のために受け入れられなかったため、1539年にギフホルン、ファラースレーベン、およびハンケンスビュッテル近くのイーゼンハーゲン修道院の支配権のみを与えられた。
これらの領地は最終的にギフホルン公領を形成したが、公領は帝国ではあまり重要ではなかった。ギフホルン公領はフランツにとって貴族としての自己像を追求し、君主としての義務を妨げられることなく追求することができる、小さくて扱いやすい領地であった。フランツはギフホルン城を邸宅として拡張し、華麗な宮廷生活を送った。それと同時に、フランツは地方の居城としてファラースレーベン城を拡張した。

### 宗教改革
フランツは兄エルンストと共に、1529年にシュパイアーの帝国議会において抗議運動を行ったプロテスタントの君主の同盟に加わった。兄弟は、マルティン・ルターの思想を支持するシュマルカルデン同盟に参加していた。
フランツは、ギフホルン城の礼拝堂とともに、プロテスタントの礼拝のために北西ドイツで最初の建物を建設した。
1546年にシュマルカルデン戦争、1542年にはトルコ戦争に参加した。また、ギフホルンにおいて、フランツは宗教改革を導入した。

## 結婚

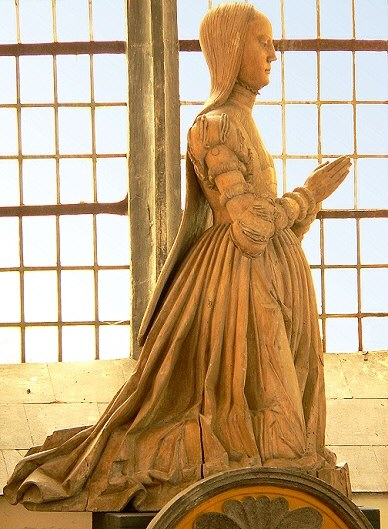
妃クララ・フォン・ザクセン＝ラウエンブルクの像（ギフホルン城礼拝堂）

1547年9月29日、フランツはザクセン＝ラウエンブルク公マグヌス1世の娘クララと結婚した。この結婚は3年間しか続かず、フランツは41歳の誕生日に苦痛の中で死去した。死因は足の感染症であり、切断手術が行われたもののフランツの命を救うことはできなかった。
フランツはギフホルン城の礼拝堂に埋葬されており、その石棺には彫刻が施された墓像を今でも見ることができる。結婚で2人の娘しか生まれなかったため、ギフホルン公領はリューネブルク侯領に戻された。その見返りに、フランツの寡婦クララは居城としてファラースレーベン城を与えられ、そこでクララは公共の利益のために働いた。クララは1576年にバルトを訪れているときに死去し、同地に葬られた。
この結婚で以下の2女が生まれた。
- カテリーネ（1548年 - 1565年12月10日） - マイセン城伯ハインリヒ6世（1536年12月29日 - 1572年1月22日）と結婚
- クララ（1550年1月1日 - 1598年1月26日） - アンハルト＝デッサウ侯ベルンハルト7世（1540年 - 1570年）と結婚、ポメラニア公ボギスラフ13世と再婚。

フランツの死後、婿のポメラニア公ボギスラフ13世によりフォアポンメルン＝リューゲンにフランツの名をとってフランツブルクの町がつくられた。